# Geitenkamp
Geitenkamp is een tussen 1920 en 1930 gebouwde Arnhemse wijk die in het noordoosten van de stad gelegen is. Geitenkamp is gebouwd op de stuwwallen van Arnhem die zijn ontstaan in de laatste ijstijd. De Geitenkamp is een bijzondere wijk, omdat deze behoort tot de zeldzame voorbeelden van pittoreske stedenbouw in Nederland en is opgezet als tuindorp. Mede door deze opzet, de hoogteverschillen en bouwwijze van huizen en poortjes is Geitenkamp onderscheidend ten opzichte van andere wijken in Arnhem. De naam is ontleend aan de boerderij/uitspanning De Geitenkamp die destijds aan de Rosendaalseweg lag, vlak voor de toenmalige grens met de gemeente Rozendaal.
De wijk werd vanwege de oorspronkelijk afgezonderde ligging ontworpen als een zelfstandig stadsdeel met een groot aantal eigen voorzieningen, zoals een marktplein, winkels, scholen en een kerk.
Met circa tweeduizend woningen behoort de Geitenkamp tot Nederlands grootste gemeentelijke sociale woningbouwprojecten uit de jaren twintig. Het is kleiner dan het Rotterdamse Vreewijk en ongeveer even groot als het Amsterdamse Betondorp.

## Geschiedenis
In 1917 kon de gemeente Arnhem onverwacht het gebied rond de boerderijen De Schuttersberg en De Geitenkamp in het noordoosten van de stad kopen. Met de bebouwing van dit aan de gemeente Rozendaal grenzende terrein hoopte de gemeente een eind te kunnen maken aan de woningnood. Het bezwaar van de destijds grote afstand tot het centrum van de stad en de fabrieken kon worden opgelost door de aanleg van een tramlijn. Deze tramlijn werd in 1950 vervangen door de tweede Arnhemse trolleybuslijn.
Het plan voor de wijk is ontworpen door de directeur van gemeentewerken ir. W. Schaap. Door bij aanleg van wegen zo veel mogelijk de bestaande hoogtelijnen te volgen en de meeste straten in oost-west richting te laten lopen, is de terras-vormige opbouw van de Geitenkamp ontstaan. De toenmalige woningbouwverenigingen kozen onder andere voor het Amsterdamse architectenbureau Jos & Pierre Cuypers uit Amsterdam en de Arnhemse architecten G. Feenstra en H.J. Tiemens jr.
De architectuur van de wijk wordt bepaald door de karakteristieke tuindorpstijl uit de jaren 1920 en 1930 van de 20e eeuw: grote overstekken, bijzondere aandacht voor entreepartijen en het gebruik van horizontale lijnen kenmerken deze stijl. Daarbij gevoegd zijn decoratieve elementen uit de Amsterdamse School als siermetselwerk, smeed- en beeldhouwwerk en de toepassing van glas in lood. Uitbundig metselwerk langs de daklijsten, en kozijnen en de bijzondere vormgeving van hoekpartijen geeft uitgesproken accenten.
Sinds 2008 is de wijk een rijksbeschermd stadsgezicht.

## Artilleriebombardement
Op 12 en 13 april 1945 vonden bij de bevrijding van Arnhem beschietingen plaats die zich concentreerden op de wijk Geitenkamp. Arnhem was eind 1944 op last van de Duitsers geëvacueerd en in de wijk waren dwangarbeiders gevestigd en er woonden ook NSB'ers in de vrijgekomen huizen. De Canadese troepen dachten dat Arnhem flink verdedigd werd en voerden een zwaar artilleriebombardement uit op de Geitenkamp. Onder de bewoners, die wel gewaarschuwd waren maar geen kant uit konden, viel een onbekend aantal slachtoffers, waarvoor in 2011 voor het eerst een herdenking gehouden werd. Op 24 november 2012 werd een monument onthuld ter nagedachtenis aan de slachtoffers van de beschietingen.

## Trivia
- Voordat het gebied werd bebouwd is het in de jaren 1910 ten dele afgegraven en egaal gemaakt. Het verkregen zand werd gebruikt voor het ophogen en egaliseren van de Arnhemse Broek. Het zand vervoerde men met speciale zandtrams over daarvoor aangelegde elektrische tramlijnen van de Arnhemse tram.[5]
- In de Geitenkamp aan de Rosendaalseweg is de regionale publieke omroep Gelderland gevestigd.

## Afbeeldingen

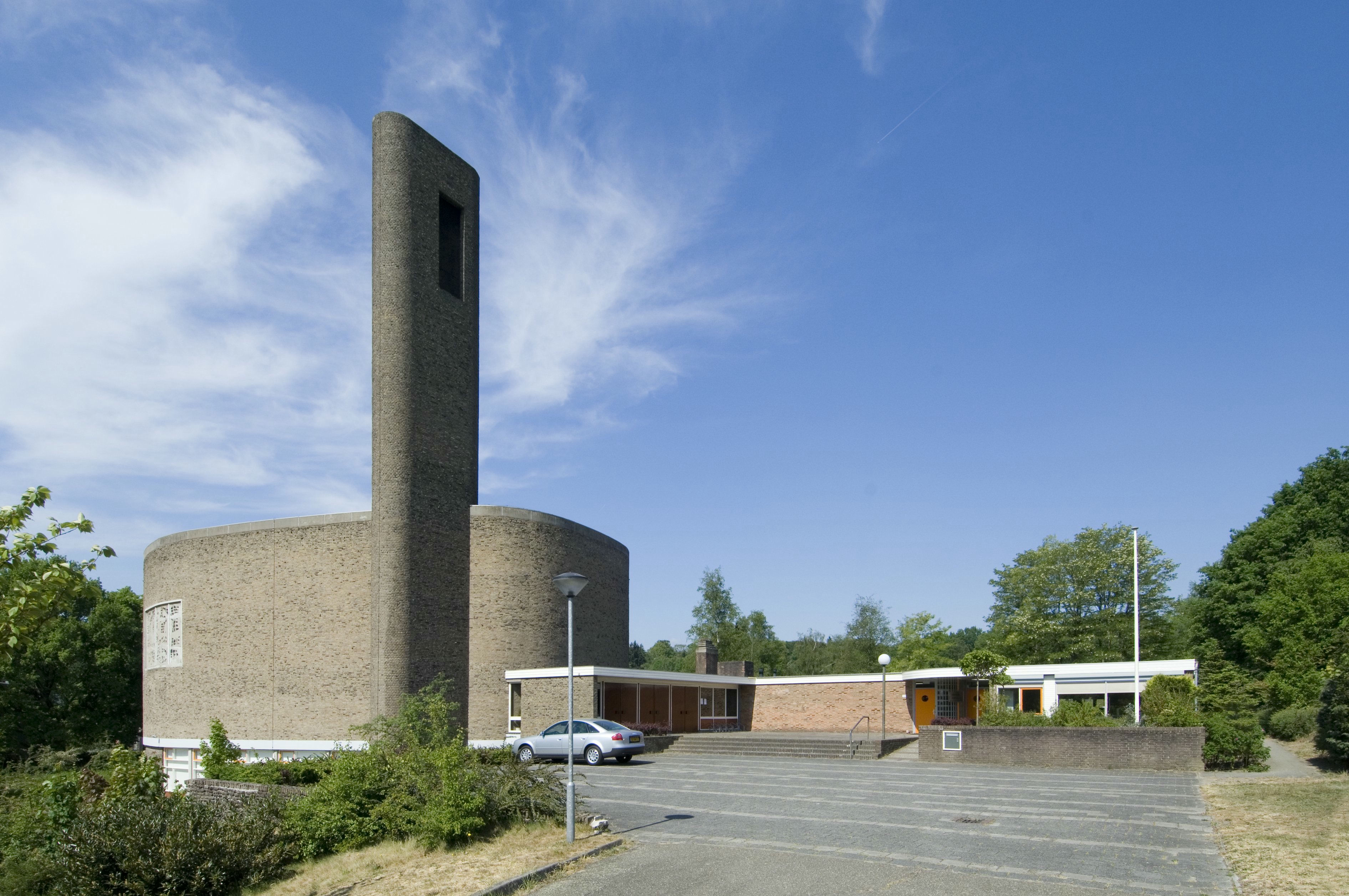
Opstandingskerk
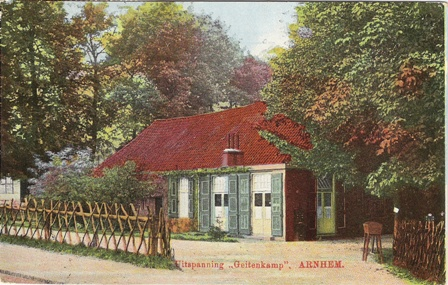
Uitspanning "De Geitenkamp"
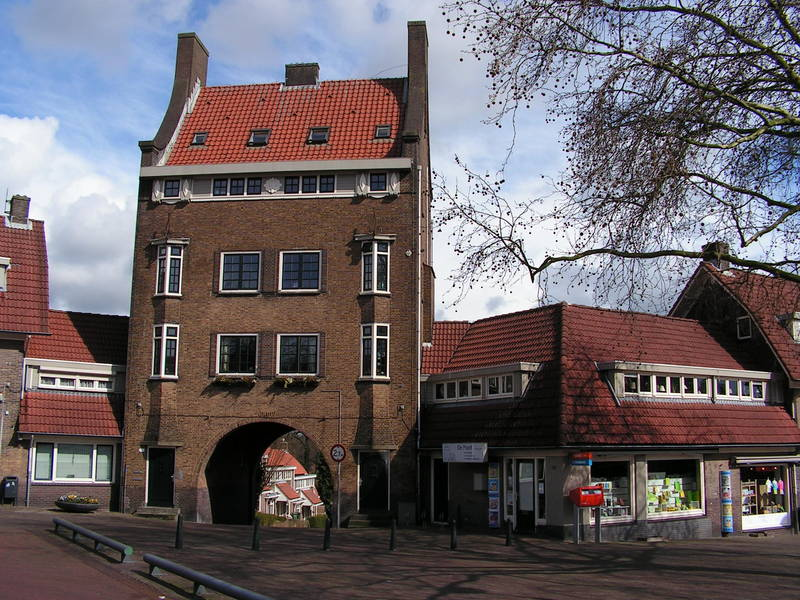
Marktplein in Geitenkamp
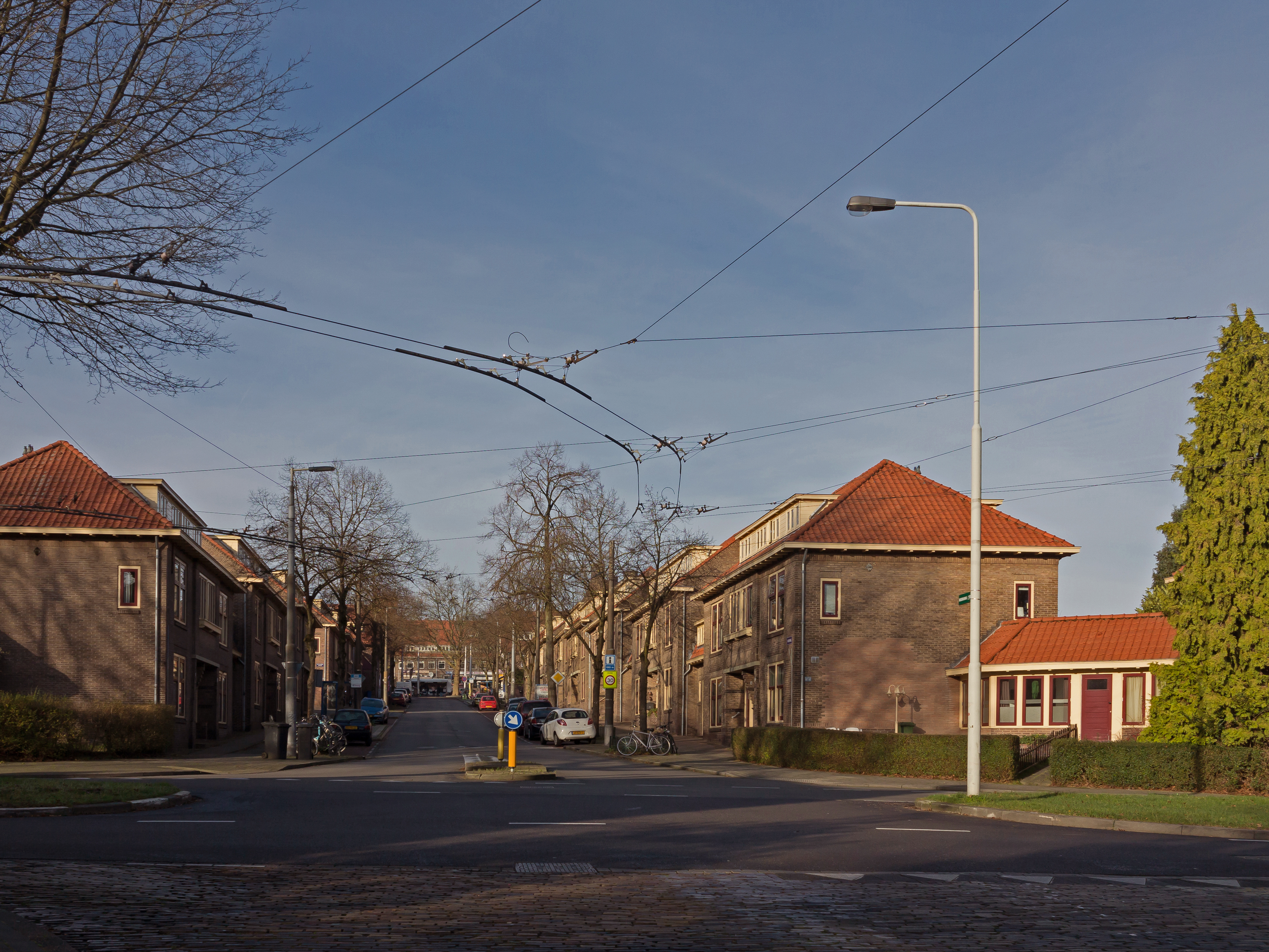
De Middenweg
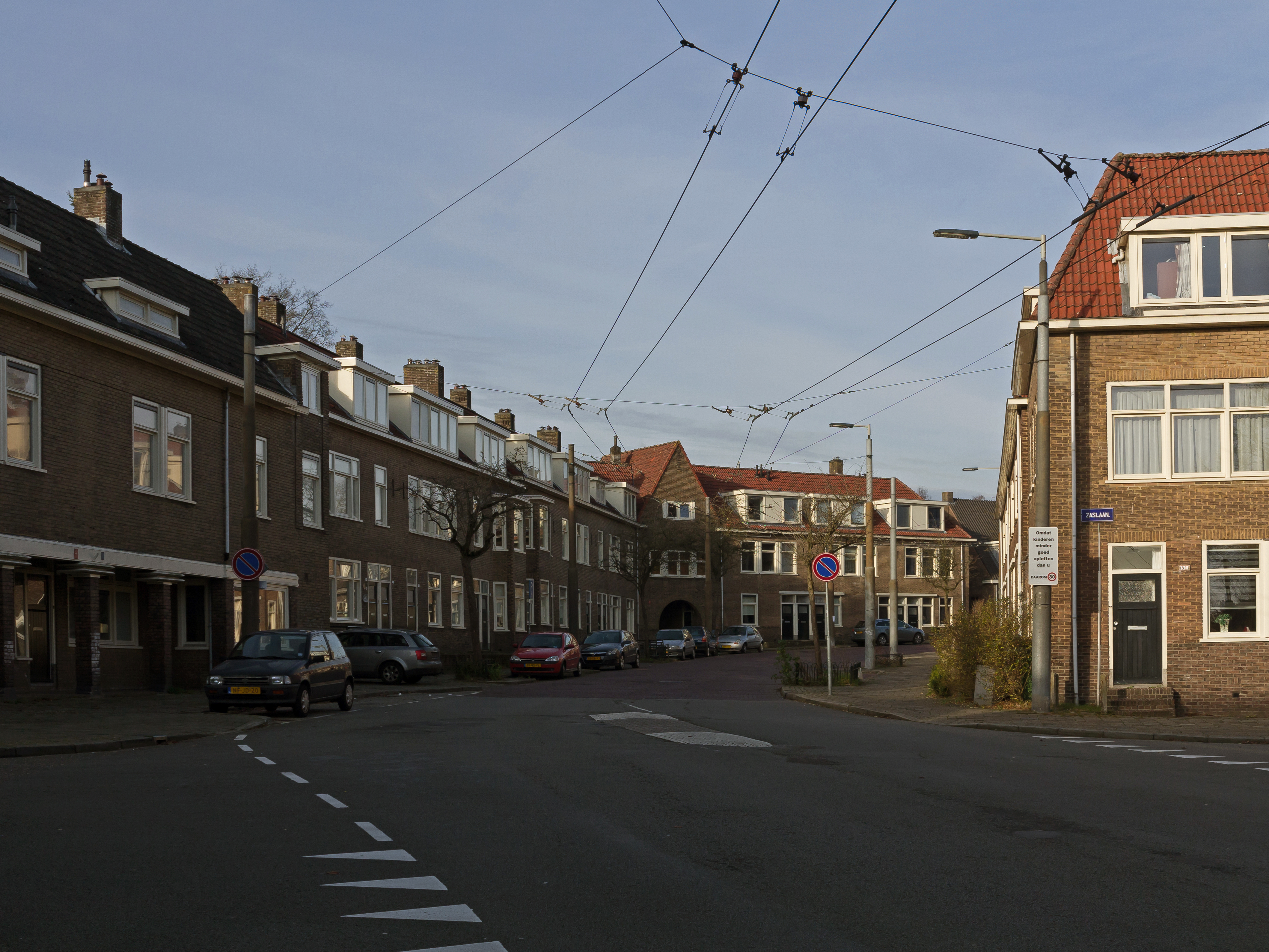
De Schuttersbergweg